# Heringia
Heringia is een vliegengeslacht uit de familie van de zweefvliegen (Syrphidae).

## Soorten
- H. adpropinquans (Becker, 1908)
- H. brevidens

Wratjesplatbek (Egger, 1865)
- H. californica (Davidson, 1917)
- H. canadensis Curran, 1921
- H. comutata Curran, 1921
- H. fulvimanus (Zetterstedt, 1843)
- H. heringi

Glimmende platbek (Zetterstedt, 1843)
- H. hispanica (Strobl, 1909)
- H. intensica Curran, 1921
- H. larusi Vujic, 1999
- H. latitarsis

Bokspootplatbek (Egger, 1865)
- H. pubescens

Donkerhaarplatbek (Delucchi & Pschorn-Walcher, 1955)
- H. salax (Loew, 1866)
- H. senilis

Pionierplatbek Sack, 1938
- H. verrucula

Wilgenplatbek (Collin, 1931)
- H. vitripennis

Gespoorde platbek (Meigen, 1822)